# Donald Hume (Ruderer)
Donald „Don“ Bruce Hume (* 27. Juli 1915 in Olympia, Washington; † 16. September 2001 in Monroe, Washington) war ein US-amerikanischer Ruderer.
Donald Hume gehörte zusammen mit John White und Gordon Adam zu dem Achter der Washington Huskies, des Sportteams der University of Washington, der 1935 bei den nationalen Achter-Meisterschaften der Intercollegiate Rowing Association die Freshmen-Meisterschaft gewann. 1936 und 1937 gehörte Hume als Schlagmann zum siegreichen Achter der ersten Mannschaft, 1938 belegte er in seinem letzten Jahr den dritten Platz. 1936 qualifizierte sich der Achter der Huskies für die Teilnahme an den Olympischen Spielen in Berlin. Der Achter mit Herbert Morris, Charles Day, Gordon Adam, John White, Jim McMillin, George Hunt, Joseph Rantz, Donald Hume und Steuermann Robert Moch gewann in Berlin vor den Italienern und den Deutschen, wobei alle drei Boote innerhalb einer Sekunde über die Ziellinie ruderten.
Donald Hume diente im Zweiten Weltkrieg in der Handelsmarine. Nach dem Krieg war der Geologe mit der Erschließung von Erdöl- und Erdgasvorkommen befasst, er stieg später auf zum Präsidenten der West Coast Mining Association.